# Begonia guatemalensis
Espèce
Begonia guatemalensis est une espèce de plantes de la famille des Begoniaceae. Ce bégonia est originaire du Guatemala. L'espèce a été décrite en 1853 par Henri Guillaume Galeotti (1814-1858), à la suite des travaux de Louis Van Houtte (1810-1876). L'épithète spécifique guatemalensis signifie « du Guatemala ». 

## Répartition géographique
Cette espèce est originaire du pays suivant : Guatemala.